# Rambo II (kniha)
Rambo II (s podtitulem Rozkaz, anglický titul je First Blood Part 2) je román kanadského spisovatele Davida Morrella z roku 1985. Dílo volně navazuje na předchozí díl Rambo, ačkoli v něm hlavní hrdina John Rambo v závěru zemřel, a je novelizací filmu Rambo II z roku 1985 se Sylvesterem Stallonem v hlavní roli. Tentokrát se John Rambo vrací do Vietnamu, aby zachránil uvězněné americké válečné zajatce.
Česky knihu vydalo roku 1991 nakladatelství Riosport - Press Praha. V roce 2002 příběh vyšel česky společně s prvním a třetím dílem v souhrnném vydání 3× Rambo (nakladatelství Alpress).
V poznámce autor vysvětluje, že v prvním románu Rambo (angl. First Blood) Rambo zemře, zatímco ve filmu přežije. Děkuje Andrewu Vajnovi, Robertu Brennerovi a Carolce Productions, a především Jeanne Joe za pomoc při sběru podkladů pro projekt. Dále se věnuje objasnění původu zbraní, které se objevují v knize a vychází ze skutečných předloh. Nůž je dílem Jimmyho Lila z Arkansasu (je i autorem nože, který byl použit ve filmu Rambo: První krev). Luk vyrobila firma Easton Aluminium z Kalifornie. Do tajů správné manipulace s lukem jej zasvětil Joe Johnston, o historii lukostřelby Morrella poučil Bob Rhode. Šíp vyrobila firma Penny Express Sport Shop z Kalifornie a přednášku o jeho vlastnostech autorovi poskytl Joe Elithorpe.
V souvislosti s válkou je v knize zmíněno literární dílo Hlava XXII (v anglickém originále Catch-22) amerického spisovatele Josepha Hellera, které je situováno do prostředí 2. světové války.

## Obsah
- Část první - V kamenolomu
- Část druhá - Vlčí doupě
- Část třetí - Svatyně
- Část čtvrtá - Tábor
- Část pátá - Jáma plná bahna
- Část šestá - Hrob
- Část sedmá - Krvavé pásmo

## Postavy
- John Rambo - hlavní postava, veterán z vietnamské války
- Ericson - pilot
- Doyle - navigátor
- Samuel Trautman - velitel speciálních jednotek, který Johna Ramba vycvičil
- Murdock - muž ze CIA
- Co Phuong Bao - mladá žena, vietnamská spojka na nepřátelském území, studovala v Saigonu
- poručík Jašin - sovětský důstojník
- Trong Kinh - vietnamský kapitán říční loďky, který dopravuje Ramba a Co k místu určení
- poručík Podovskij - sovětský důstojník
- Banks - americký zajatec
- kapitán Vinh - velitel zajateckého tábora

## Děj
John Rambo si odpykává trest ve vězení, kde za ním přijde plukovník Sam Trautman s Murdockem, mužem z americké výzvědné služby CIA. Ten mu nabízí možnost dostat se z vězení výměnou za přijetí mise v Severním Vietnamu. Rambo souhlasí. Ve vojenské pevnosti Fort Bragg dostane instrukce a je mu přislíbeno, že v případě úspěchu mise obdrží presidentovu milost. Jeho úkolem bude přispět k osvobození zajatých amerických vojáků v severovietnamském táboře Ban Kia Na, kde byl sám vězněn a mučen. John odlétá sám do Bangkoku, kde se má dostavit na určené místo. Je tajně sledován, přesto se mu podaří své dozorce od CIA setřást. Murdock se domnívá, že hodlá uprchnout, ale on se na určené místo se dostaví včas. Nakonec se Murdock Rambovi vyzná, že byl také nasazen ve válečných operacích ve Vietnamu, aby poněkud otupil jeho nedůvěru, kterou John má ke členům rozvědky. Rambo se jím nechá přesvědčit a souhlasí s plánem operace a primárním úkolem: pořídit detailní fotografie tábora. Později si ale uvědomí, že Murdock uvedl, že bojoval s druhým batalionem u Con Thienu, ale tato jednotka bojovala u Kud Sank. Boje, kterými voják projde, nemůže nikdy zapomenout, a už vůbec ne splést. Rambo začíná cítit, že něco není v pořádku.
Akce začíná. Při seskoku nastane komplikace, zůstane viset na laně a vlaje za letadlem. Podaří se mu odříznout, ale ztratí pušku, fotoaparát a Transat (satelitní zařízení pro komunikaci se základnou). Rambo spoléhá na to, že platí dohodnutá 36hodinová lhůta, aby se dostavil na kontaktní místo. Murdock po zjištění, že s ním není spojení, hodlá misi ukončit, ale narazí na odpor plk. Trautmana, který se za svého svěřence postaví. John pokračuje podle plánu, hodlá zajatecký tábor obhlédnout, aby mohl předat podrobné informace. V džungli se setká se svou spojkou Co Phuong Bao (dále jen Co) a je lehce překvapen, když zjistí, že je to mladá žena. Společně se vydají k řece, kde je vyzvedne Trong Kinh, jenž je se svou posádkou dopraví po řece k cíli. Cestou je kontroluje ozbrojená loď severovietnamského námořnictva, ale několik lichotek a úplatek veliteli způsobí, že kontrola není důkladná. Rambo zůstal neodhalen. Pronikne poté do tábora a nalezne tam zbídačené americké zajatce. Jelikož nemá fotoaparát, jednoho z nich bere s sebou (jmenuje se Banks). Nepodaří se mu ale nepozorovaně uniknout a začne pronásledování. Během zpáteční plavby je Kinh udá posádce dělového člunu, za což zaplatí životem. Co s Banksem na Rambův příkaz skáče do řeky, zatímco on pomocí raketometu vyřídí severovietnamský člun i Kinhovy poskoky. Trojici se společně podaří dostat na smluvené místo, kam přilétá vrtulník. Co jej požádá, aby ji John vzal s sebou do Ameriky, kde má syna. Rambo je zaskočen, ale souhlasí. Aniž by to plánoval, k mladé ženě pocítil sympatie. Přesto ji varuje:
Pokud jde ale o mne — jsem vrah.
Za kniplem vrtulníku sedí Ericson a ve stroji je i Trautman, který chtěl osobně dohlédnout na to, že bude jeho svěřenec v pořádku vyzvednut (Murdock měl totiž tendenci akci zrušit a Trautman mu nedůvěřuje). Když pilot Ericson podá hlášení, že Rambo je dole i s jedním zachráněným mužem, Murdock vydá rozkaz k okamžitému návratu na základnu. Tomu chce Trautman zabránit, ale v šachu jej drží druhý člen posádky Doyle. Helikoptéra odlétá.
Rambo ví, že ho zradili. Chvíli se mu daří bránit se, ale poté je dopaden a odvlečen do tábora. Thajský seržant, který jej na tomto místě v minulosti mučil, se těší, že si to zopakuje. Kvůli Rambovi byl totiž degradován, když jej oslabeného pronásledoval tři dny džunglí a on mu přesto uprchl. Nechá jej potopit do hluboké jámy plné výkalů. Radost mu překazí příchozí sovětští důstojníci Jašin a Podovskij se svými vojáky, kteří nařídí Ramba umýt, aby jej mohli sami vyslechnout. Rambo odmítá mluvit a je mučen elektrickým proudem. Sověti zachytili rádiové vysílání Američanů, a tak stejně vědí dost informací. Po Rambovi chtějí, aby se spojil se svou základnou a odsoudil tuto misi jako kapitalistickou agresi. Podovskij nemůže pochopit, že Rambo zatvrzele odmítá spolupracovat, když jej jeho krajané nechali ve štychu. Vytasí se s jinou taktikou. Pokud se Rambo nepodvolí, vyřízne Banksovi oči. Rambovi nezbývá nic jiného než poslechnout. Když mu Podovskij přistrčí mikrofon před ústa, jeho vzkaz zní nakonec jinak:
Murdocku, já si vás najdu!
Rozzuřený Podovskij zapne okamžitě proud, ale udělá chybu, že se přiblíží do zajatcovy blízkosti. Rambo dokáže vytrhnout ruku z pout a osvobodit se. Ve stejný moment použije schovaná Co trhavinu a v nastalém zmatku se dvojici podaří uprchnout. Během následné honičky Rambo likviduje své protivníky lukem se speciálními šípy, což Vietnamce vedené thajským seržantem demoralizuje. Chystá jim i všelijaké pasti. Jašinovi se v helikoptéře podaří zabít Co. Rambo je rozrušen a vyhlásí všem svou osobní válku. Do akce je zapojen i sovětský oddíl, ale na osamělého renegáta to nestačí. Jejich transportéry vybuchují jeden po druhém (použil explozivní hroty šípů) a nakonec se John zmocní i vrtulníku, který pilotoval Jašin. Nyní kosí vojáky v dohledu a plamenometem srovnává zajatecký tábor se zemí. Přistane, aby naložil americké zajatce a chystá se k odletu na základnu do Thajska, ale v cestě mu nyní brání těžká sovětská helikoptéra Mil Mi-24. Rambo vymyslí lest, jak ji zničit, a poté už hlásí na základnu svůj návrat. Vylekaný Murdock přikáže Ericsonovi s Doylem, aby mu letěli naproti a sestřelili jej. Nikdo nesmí přežít. Tomu ale zabrání Trautman, který už podobný povel od bezpáteřného Murdocka očekával. Rambův vrtulník přistává u hangáru a on se jako bůh pomsty vrhá dovnitř. Rozstřílí vybavení kanceláře a namíří svou zbraň na třesoucího se Murdocka. Kohoutek cvakne, ale výstřel nevyjde. Murdock se strachy pokálí. Rambo si neodpustí ironický dovětek:
Mise byla úspěšně splněna, pane!
Poté se může přivítat s Trautmanem, jediným člověkem, kterému věří.
| „                          | Protože to, co vy nazýváte nepřátelským územím… tam je on dnes doma. | “ |
| — David Morrell - Rambo II |                                                                      |   |

## Vojenská technika
V knize je uvedeno několik druhů vojenské techniky a zbraní. Seznam podle země původu:
| Itálie - helikoptéra Agusta A1090000 | SSSR - puška AK-47 - raketomet RPG-7 - kulomet RPK - helikoptéra Mil Mi-240000 | USA - puška M16 A2 - kulomet M60 - granátomet M79 - helikoptéra Bell AH-1 HueyCobra0000 - letoun Gulfstream Peregrine - AWACS |